# Teatre Nacional Habima
El Teatre Nacional Habima (en hebreu: הבימה - התיאטרון הלאומי) és el teatre nacional d'Israel i un dels primers teatres que va portar a l'escenari peces tant en idioma ídish com en hebreu. Es troba a la plaça Habima, en el centre de la ciutat de Tel-Aviv. Habima va ser fundat per Nahum Zemach a Moscou poc després de la revolució de 1905. A causa que les seves actuacions van ser en hebreu i s'ocupava dels problemes de la gent jueva, especialment la persecució del govern tsarista. El 1945, la companyia va construir un edifici a Tel-Aviv, que va ser ocupat abans de la seva finalització. Habima ha estat oficialment considerat el teatre nacional d'Israel des de 1958, any en el qual va rebre el Premi Israel de teatre. El mes de gener de 2012, el teatre va reobrir després de quatre anys i mig de renovacions. L'arquitecte Ram Karmi va ser l'encarregat de redissenyar l'edifici històric. Habima significa "l'escena".